# Hopea latifolia
Espèce
Statut de conservation UICN

 DD  : Données insuffisantes
Hopea latifolia est une espèce de plantes de la famille des Dipterocarpaceae.

## Publication originale
- Gardens' Bulletin, Straits Settlements 10: 360. 1939.